# Sabine Hack
Sabine Hack (* 12. Juli 1969 in Ulm) ist eine ehemalige deutsche Tennisspielerin. Nach Steffi Graf und Anke Huber war sie die erfolgreichste deutsche Spielerin der 1990er Jahre.

## Karriere
Sabine Hack gewann 1991 in São Paulo ihren ersten Titel auf der WTA Tour und erreichte ein Jahr später bei den French Open erstmals das Achtelfinale eines Grand-Slam-Turniers - 1994 stand sie dort sogar im Viertelfinale.
Ihre größten Erfolge erzielte sie 1993-1995, hauptsächlich auf Sandplätzen in Amerika und Europa. U.a. besiegte sie 1993 auf Asche Jana Novotná im Halbfinale von Houston nach Abwehr von neun Matchbällen und zog ins Finale ein, das sie gegen Conchita Martínez verlor. 1994 revanchierte sie sich, als sie Martínez in Houston besiegte und anschließend mit einem Zweisatzsieg über Mary Pierce auch das Endspiel gewann. In dieser Zeit war Hack in der Sandplatzsaison im Frühling regelmäßig in einem Viertel- oder Halbfinale zu finden. Sie besiegte Weltklassespielerinnen wie Arantxa Sánchez Vicario, Manuela Maleeva oder Mary Joe Fernández. In Berlin nahm sie 1993 Steffi Graf im Achtelfinale vor heimischen Publikum den ersten Satz 6-0 ab, ehe sie 3-6 2-6 in den Folgesätzen unterlag. In Hamburg 1994 schlug sie im Viertelfinale die vor ihr platzierte, deutsche Nummer 2, Anke Huber mit 6-3 und 6-3.
1994 beendete Sabine Hack eine erfolgreiche Saison mit der erst- und einmaligen Teilnahme beim Damen-Masters, dem Jahresabschluss-Turnier in New York, wo sie jedoch als Nicht-Hallenspezialistin gegen die Japanerin Kimiko Date deutlich mit 3:6, 0:6 verlor. Kurz darauf war sie zu Jahresbeginn 1995 mit einem Turniersieg im indonesischen Jakarta gegen Irina Spirlea hinter der Weltranglistenersten Steffi Graf kurzzeitig die Nummer zwei im deutschen Damentennis.
Zwischen 1992 und 1996 wurde daher Hack daher auch im Fed Cup berufen und eingesetzt. Sie gehörte zur siegreichen deutschen Mannschaft beim Federation Cup 1992 neben Graf, Huber und Rittner; im Finale kam sie allerdings nicht zum Einsatz. Ihre letzte Fedcup-Teilnahme blieb 1996 die Auswärts-Niederlage gegen Österreich.
Der Sprung in die Top Ten blieb Sabine Hack aufgrund ihrer Defizite auf Hartplätzen und wegen Verletzungen 1996/1997 verwehrt. Vor den French Open 1996 konnte sie die Turniere von Amelia Island und Hilton Head Island noch erfolgreich bestreiten. Bei den French Open verlor jedoch Sabine Hack in Runde 1 und konnte bis zum Herbst des Jahres bei kleineren Sandplatz-Turnieren ihre Chancen auf eine Wiederbelebung ihrer Karriere nicht nutzen. Nachdem sie bei Hallenturnieren, u. a. in Zurich, im Herbst 1996 sowie bei den folgenden Australian Open 1997 ebenso erneut früh gescheitert war, beendete sie relativ geräuschlos auf der Australien-/Neuseeland-Tour 1997 ihre Karriere. Sabine Hack gewann vier WTA-Titel im Einzel und einen im Doppel.

## Privates
Sabine Hack, die heute in Sarasota County (Florida) lebt, ist verheiratet und hat zwei Kinder. Von 1996 bis 2002 betrieb sie eine kleine Wohnanlage für Urlauber, das „Turtle Beach House“. Seitdem führt sie zwei Geschäfte für Kindermoden.

## Turniersiege

### Einzel
| Nr. | Datum            | Turnier   | Kategorie    | Belag     | Finalgegnerin     | Ergebnis       |
| --- | ---------------- | --------- | ------------ | --------- | ----------------- | -------------- |
| 1.  | 8. Dezember 1991 | São Paulo | WTA Tier V   | Sand      | Veronika Martinek | 6:3, 7:5       |
| 2.  | 31. Oktober 1993 | Curitiba  | WTA Tier IV  | Sand      | Florencia Labat   | 6:2, 6:0       |
| 3.  | 27. März 1994    | Houston   | WTA Tier II  | Sand      | Mary Pierce       | 7:5, 6:4       |
| 4.  | 8. Januar 1995   | Jakarta   | WTA Tier III | Hartplatz | Irina Spîrlea     | 2:6, 7:66, 6:4 |

### Doppel
| Nr. | Datum            | Turnier  | Kategorie   | Belag | Partnerin         | Finalgegnerinnen                  | Ergebnis  |
| --- | ---------------- | -------- | ----------- | ----- | ----------------- | --------------------------------- | --------- |
| 1.  | 31. Oktober 1993 | Curitiba | WTA Tier IV | Sand  | Veronika Martinek | Claudia Chabalgoity Andrea Vieira | 6:2, 7:64 |

## Resultate bei bedeutenden Turnieren

### Einzel
Die Tabelle listet die Ergebnisse der Grand-Slam-Turniere, der Tour Championships, der Olympischen Spiele, des Fed Cups bzw. Billie Jean King Cups und der Turniere folgender Kategorien auf: 1990–2008: Tier I, 2009–2020: Premier Mandatory und Premier 5, ab 2021: WTA 1000.
| Turnier            | 1986 | 1987 | 1988 | 1989 | 1990 | 1991 | 1992 | 1993 | 1994 | 1995 | 1996 | 1997 | Karriere |
| ------------------ | ---- | ---- | ---- | ---- | ---- | ---- | ---- | ---- | ---- | ---- | ---- | ---- | -------- |
| Australian Open    |      | —    | —    | —    | —    | 1    | 3    | 2    | AF   | 1    | 2    | 1    | 1 × AF   |
| French Open        | —    | —    | 1    | 1    | 2    | 2    | AF   | 3    | VF   | 1    | 1    | —    | 1 × VF   |
| Wimbledon          | —    | —    | —    | —    | —    | —    | 2    | 1    | 1    | —    | —    | —    | 1 × 2R   |
| US Open            | Q1   | —    | —    | —    | 1    | 1    | 3    | 3    | 1    | 2    | 1    | —    | 2 × 3R   |
| Tour Championships | —    | —    | —    | —    | —    | —    | —    | —    | 1    | —    | —    | —    | 1 × 1R   |
| Chicago            |      |      |      |      | —    |      |      |      |      |      |      |      | —        |
| Boca Raton         |      |      |      |      |      | —    | —    |      |      |      |      |      | —        |
| Indian Wells       |      |      |      |      |      |      |      |      |      |      |      | —    | —        |
| Miami              |      |      |      |      | 2    | —    | 2    | 2    | —    | —    | 2    | —    | 4 × 2R   |
| Hilton Head Island |      |      |      |      | —    | AF   | 2    | VF   | AF   | 2    | VF   | —    | 2 × VF   |
| Rom                |      |      |      |      | —    | —    | —    | —    | —    | 2    | —    | —    | 1 × 2R   |
| Berlin             |      |      |      |      | 2    | —    | 1    | AF   | AF   | AF   | AF   | —    | 4 × AF   |
| Kanada             |      |      |      |      | —    | —    | —    | —    | —    | —    | —    | —    | —        |
| Tokio              |      |      |      |      |      |      |      | —    | —    | —    | —    | —    | —        |
| Zürich             |      |      |      |      |      |      |      | —    | —    | —    | —    | —    | —        |
| Philadelphia       |      |      |      |      |      |      |      | —    | —    | —    |      |      | —        |
| Moskau             |      |      |      |      |      |      |      |      |      |      |      | —    | —        |
| Olympische Spiele  |      |      | —    |      |      |      | —    |      |      |      | —    |      | —        |
| Fed Cup            | —    | —    | —    | —    | —    | —    | S    | —    | HF   | HF   | VF   | —    | 1 × S    |

Zeichenerklärung: S = Turniersieg; F, HF, VF, AF = Einzug ins Finale, Halb-, Viertel-, Achtelfinale; 1, 2, 3 = Ausscheiden in der 1., 2., 3. Haupt- / Finalrunde; Q1, Q2, Q3 = Ausscheiden in der 1., 2. 3. Qualifikationsrunde; RR = Round Robin (Gruppenphase); nicht ausgetragen oder andere Kategorie; PO (Playoff), P2 = Auf-/Abstiegsrunde zur Weltgruppe I/II im Fed Cup; W2, K1, K2, K3 = Teilnahme in der Weltgruppe II, Kontinentalgruppe I, II, III im Fed Cup.